# Система трьох доменів

Філогенетичне дерево клітинних організмів засноване на аналізі генів рРНК (16S рРНК) показує поділ на бактерій, архей та еукаріотів.

Система трьох доменів — система біологічної класифікації, введена Карлом Воузом в 1990 році, що підкреслює розділення прокаріотів на дві групи, спочатку названі Еубактерії (Eubacteria) і Археобактерії (Archaebacteria). Воуз доводив, засновуючись на відмінностях генів 16S рРНК, що ці дві групи і Еукаріоти кожна з'явилася окремо від спадкового прогенота з дуже слабко розвиненою генетичною структурою. Щоб підкреслити це стародавнє походження, він ввів термін «домен», таксономічний ранг вищий за царство, і поділив всі клітинні організми на домени Бактерії, Археї та Еукаріоти.